# Hamataliwa ursa
Hamataliwa ursa är en spindelart som beskrevs av Brady 1970. Hamataliwa ursa ingår i släktet Hamataliwa och familjen lospindlar.
Artens utbredningsområde är Panama. Inga underarter finns listade i Catalogue of Life.